# Ludzka stonoga 3
Ludzka stonoga 3 (ang. The Human Centipede 3 (Final Sequence)) – amerykańsko-holenderski horror wyreżyserowany przez Toma Sixa, którego premiera odbyła się dnia 22 maja 2015 roku w kinach i poprzez usługę VOD. Jest to trzecia i ostatnia część stworzonej przez Toma Sixa trylogii.

## Obsada
- Dieter Laser – Bill Boss
- Laurence R. Harvey – Dwight Butler
- Eric Roberts – gubernator Hughes
- Clayton Rohner – dr Jones
- Bree Olson – Daisy
- Robert LaSardo – więzień 297
- Tommy „Tiny” Lister Jr. – więzień 178
- Tom Six – on sam
- Jay Tavare – więzień 346
- Carlos Ramirez – więzień 109
- Hamzah Saman – więzień 093
- Bill Hutchens – więzień 488
- Peter Blankenstein – więzień 106
- Akihiro Kitamura – więzień 333

## Produkcja
Tom Six zaczął prace nad Human Centipede 3 już w sierpniu 2011 roku, krótko przed tym jak część druga miała swoją premierę. Reżyser oznajmił, że film będzie inny od swoich poprzedników, i również zacznie się zakończeniem poprzedniej części (w tej postaci trylogia ma przypominać ciąg). Według zapewnień Sixa, część trzecia odpowie na pewne pytania, będzie miało „dziwnie szczęśliwe zakończenie” i będzie ostatnią częścią w serii tworząc trylogię - decyzja ta spowodowana jest faktem, iż Tom Six nie chce już więcej robić filmów o ludzkiej stonodze. W wywiadzie dla DreadCentra.com powiedział: „[przy części trzeciej] część druga będzie przypominać film Disneya. Część trzecią nakręcimy w całości w Ameryce, i będzie moją ulubioną częścią... [Film] zdenerwuje wiele ludzi”.
Ilona Six, producentka serii, wyjawiła ekskluzywnie dla portalu EntertainmentWeekly.com, że dwaj główni aktorzy z poprzednich dwóch filmów - Dieter Laser (dr. Heiter) i Laurence R. Harvey (Martin Lomax) - zagrają razem w trzecim filmie. Jedną z ról drugoplanowych odegra sam reżyser Tom Six. Six wyjawiła również, że zdjęcia rozpoczną się w maju i czerwcu 2012 roku na południu Stanów Zjednoczonych, a sam film, który będzie „100% politically incorrect” (w 100% niepoprawny politycznie), zostanie wydany w 2013 roku. Six ogłosił również, że w filmie zobaczymy stonogę składającą się z ponad 500 osób.

## Premiera
7 kwietnia 2015 roku Entertainment Weekly wyjawił, że The Human Centipede 3' zostanie wydany poprzez usługę VOD i w kinach 22 maja 2015. Pomimo kontrowersji, jakie wywołała druga część cyklu, część trzecia zostanie wydana na terenie Australii i Wielkiej Brytanii z oznaczeniem „+18” w oryginalnej wersji bez cenzury.
Oceny filmu były negatywne: film ma zaledwie 8% na Rotten Tomatoes i 1/100 na Metacritic.

## Fabuła
Naczelnik więzienia Bill Boss (Dieter Laser) oraz jego księgowy Dwight Butler (Laurence R. Harvey) zmagają się ze zbyt dużymi kosztami placówki i zbuntowanymi więźniami nie wyrażającymi chęci odbycia kary. Bill Boss za wszelką cenę próbuje doprowadzić swoich podopiecznych do porządku na różne sposoby, co niestety zawsze kończy się porażką. Dwight jest zafascynowany filmami Toma Sixa i kilka razy poleca swojemu szefowi zrobienie Ludzkiej Stonogi z ich więźniów, o czym Boss w ogóle nie chce słyszeć. Mężczyzna zmienia zdanie dopiero podczas osobistego spotkania z Tomem Six, Butlerem i lekarzem pracującym na terenie placówki. Bill Boss bardzo chce, by więźniowie poznali swoje przeznaczenie i dlatego podczas comiesięcznego wieczorku filmowego ci są zmuszeni oglądać obie części Ludzkiej Stonogi. Mężczyźni nie kryją oburzenia i ruszają pogoń za Bossem i jego księgowym. Zespół medyczny na rozkaz naczelnika więzienia tworzy Ludzką Stonogę składającą się z pięciuset osób (w której umieszczono także sekretarkę), a także mniejszą z tych skazanych na dożywocie i karę śmierci. Gubernator Hughes jest oburzony postępowaniem Bossa, przez co naczelnik więzienia w złości zabija lekarza, a gdy Gubernator wraca i zmienia zdanie na temat Ludzkiej Stonogi, mężczyzna strzela w głowę swojemu księgowemu pozorując jego samobójstwo.